# Llista de composicions de Machaut
Llista de composicions de Guillaume de Machaut, l'escriptor i compositor més cèlebre de la França del segle xiv, i un dels més importants de l'Europa medieval. La llista està ordenada per formes musicals i, per descomptat, no segueix ordre cronològic.

## Balades
- B1 - S'Amours ne fait par sa grace adoucir
- B2 - Helas ! tant ay doleur et peinne
- B3 - On ne porroit penser ne souhaidier
- B4 - Biauté qui toutes autres pere
- B5 - Riches d'amour et mendians d'amie
- B6 - Dous amis, oy mon complaint
- B7 - J'am miex languir en ma dure dolour
- B8 - De desconfort, de martyre amoureus
- B9 - Dame, ne regardez pas
- B10 - Ne penez pa, dame, que je recroie
- B11 - N'en fait n'en dit n'en pensée
- B12 - Pour ce que tous me chans fais
- B13 - Esperance qui m'asseüre
- B14 - Je ne cuit pas qu'oncques à creature
- B15 - Se je me pleing, je n'en puis mais
- B16 - Dame, comment qu'amez de vous ne soie
- B17 - Sans cuer m'en vois / Amis, dolens / Dame, par vous
- B18 - De petit po, de niant volenté
- B19 - Amours me fait desirer
- B20 - Je suis aussi com cils qui est ravis
- B21 - Se quanque amours puet donner à amy
- B22 - Il m'est avis qu'il n'est dons de Nature
- B23 - De Fortune me doi pleindre et loer
- B24 - Tres douce dame que j'aour
- B25 - Honte, paour, doubtance de meffaire
- B26 - Donnez, signeurs, donnez à toutes mains
- B27 - Une vipere en cuer ma dame meint
- B28 - Je puis trop bien ma dame comparer
- B29 - De triste cuer / Quant vrais amans / Certes, je di
- B30 - Pas de tor en thiès païs
- B31 - De toutes flours n'avoit et de tous fruis
- B32 - Plourez, dames, plourez vostre servant
- B33 - Ne qu'on porroit les estoiles nombrer
- B34 - Quant Theseus / Ne quier veoir
- B35 - Gais et jolis, liés, chantans et joieus
- B36 - Se pour ce muir qu'Amours ay bien servi
- B37 - Dame, se vous m'estes lointeinne
- B38 - Phyton, le mervilleus serpent
- B39 - Mes esperis se combat à Nature
- B40 - Ma chiere dame, à vous mon cuer envoy
- B41 - En amer a douce vie
- B42 - Dame, de qui toute ma joie vient

## Rondó
- R1 - Dous viaire gracieus
- R2 - Helas ! pour quoy se demente et complaint
- R3 - Merci vous pri, ma douce dame chiere
- R4 - Sans cuer, dolens de vous departiray
- R5 - Quant j'ay l'espart
- R6 - Cinc, un, trese, huit, neuf d'amour fine
- R7 - Se vous n'estes pour mon guerredon née
- R8 - Vos dous regars, douce dame, m'a mort
- R9 - Tant doucement me sens emprisonnés
- R10 - Rose, liz, printemps, verdure
- R11 - Comment puet on miex ses maus dire
- R12 - Ce qui soustient moy, m'onneur et ma vie
- R13 - Dame, se vous n'avez aparceü
- R14 - Ma fin est mon commencement
- R15 - Certes, mon oueil richement visa bel
- R17 - Dix et sept, cinq, trese, quatorse et quinse
- R18 - Puis qu'en oubli sui de vous, dous amis
- R19 - Quant ma dame les maus d'amer m'aprent
- R20 - Douce dame, tant com vivray
- R21 - Quant je ne voy ma dame n'oy
- R22 - Dame, mon cuer en vous remaint

## Virolais
- V1 - Hé ! dame de vaillance
- V2 - Loyauté vueil tous jours maintenir
- V3 - Aymi ! dame de valour
- V4 - Douce dame jolie
- V5 - Comment qu'à moy lonteinne
- V6 - Se ma dame m'a guerpi
- V7 - Puis que ma dolour agrée
- V8 - Dou mal qui m'a longuement
- V9 - Dame je vueil endurer
- V10 - De bonté, de valour
- V11 - Hé ! dame de valour
- V12 - Dame, à qui
- V13 - Quant je sui mis au retour
- V14 - J'aim sans penser laidure
- V15 - Se mesdisans en acort
- V16 - C'est force, faire le vueil
- V17 - Dame, vostre dous viaire
- V18 - Helas ! et comment aroie
- V19 - Diex, Biauté, Douceur, Nature
- V20 - Se d'amer me repentoie
- V21 - Je vivroie liement
- V22 - Foy porter
- V23 - Tres bonne et bele, me oueil
- V24 - En mon cuer ha un descort
- V25 - Tuit mi penser
- V26 - Mors sui, se je ne vous voy
- V27 - Liement me deport
- V28 - Plus dure qu'un dyamant
- V29 - Dame, mon cuer emportez
- V30 - Se je souspir parfondement
- V31 - Moult sui de bonne heure née
- V32 - De tout sui si confortée
- V33 - Dame, a vous sans retollir

## Lais
- L1 - Loyauté, que point ne delay
- L2 - J'ain la flour
- L3 - Pour ce qu'on puist miex retraire
- L4 - Nuls ne doit avoir merveille
- L5 - Par trois raisons me vueil deffendre
- L6 - Amours doucement me tente
- L7 - Amis, t'amour me contreint (Le Lay des Dames)
- L8 - Un mortel la vueil commencier (Le Lay Mortel)
- L9 - Ne say comment commencier (Le Lay de l'Ymage)
- L10 - Contre ce dous mois de may (Le Lay de Nostre Dame)
- L11 - Je ne cesse de prier (Le Lay de la Fonteinne)
- L12 - S'onques dolereusement (Le Lay de Confort)
- L13 - Longuement me sui tenus (Le Lay de Bonne Esperance)
- L14 - Malgré Fortune et son tour (Le Lay de Plour I)
- L15 - Pour vivre joliment (Le Lay de la Rose)
- L16 - Qui bien aimme à tart oublie (Le Lay de Plour II)
- L17 - Pour ce que plus proprement (Un Lay de Consolation)
- L18 - En demantant
- L19 - Qui n'aroit autre deport (Le Lay du Remede de Fortune)

## Complainte
- Tels rit au main qui au soir pleure

## Cant reial
- Joie, plaisance, et douce norriture

## Motets
- M1 - Quant em moy / Amour et biauté parfaite / Amara
- M2 - Tous corps qui de bien / De souspirant / Suspiro
- M3 - Hé ! Mors, com tu / Fine Amour / Quare
- M4 - De Bon Espoir / Puis qu'en la douce / Speravi
- M5 - Aucune gent / Qui plus aimme / Fiat
- M6 - S'il estoit nuls / S'amours tous / Et gaudebit
- M7 - J'ai tant mon cuer / Lasse ! je sui / Ego
- M8 - Qui es promesses de Fortune / Ha ! Fortune / Et non est
- M9 - Fons totius superbie / O livoris / Fera
- M10 - Hareu ! hareu ! / Helas ! où sera / Obediens
- M11 - Dame, je sui cils / Fins cuers dous
- M12 - Helas ! pour quoy virent / Corde mesto / Libera
- M13 - Tant doucement / Eins que ma dame / Ruina
- M14 - Maugré mon cuer / De ma dolour / Quia
- M15 - Amours qui a le pouoir / Faus Samblant / Vidi
- M16 - Lasse ! comment / Se j'aim / Pour quoy me bat
- M17 - Quant vraie amour / O series summe / Super
- M18 - Bone pastor Guillerme / Bone pastor
- M19 - Martyrum gemma latria / Diligenter / A Christo
- M20 - Trop plus est bele / Biauté parée / Je ne sui
- M21 - Christe, qui lux / Veni, creator / Tribulatio
- M22 - Tu qui gregem / Plange regni / Apprehende
- M23 - Felix virgo / Inviolata genitrix / Ad te

## Missa
- Missa de Notre-Dame
- #Kyrie
- #Gloria
- #Credo
- #Sanctus
- #Agnus Dei
- #Ite missa est

## Música instrumental
- Hoquetus David